# Збарж, Яков Михайлович
Я́ков Миха́йлович Збарж (при рождении Яков Хаимович Збарж; 9 апреля 1907, Мелитополь, Таврическая губерния, Российская империя — 16 октября 1999, Санкт-Петербург) — советский врач-стоматолог и челюстно-лицевой хирург. Доктор медицинских наук, профессор.

## Биография
Родился 9 (22) апреля 1907 года в городе Мелитополь (ныне Запорожской области Украины). После смерти матери воспитывался у родственников. Подростком был на случайных заработках, стал учеником зубного техника.
Сдав экстерном экзамен, получил диплом зубного техника (1928). Работал по этой специальности в поликлиниках Мелитополя и Ленинграда. Окончил с отличием 2-й Ленинградский медицинский институт и поступил в аспирантуру Центрального государственного травматологического института (ныне РНИИТО им. Р. Р. Вредена) в Ленинграде. Его научным руководителем стал профессор А. А. Лимберг.
Срочную службу в армии проходил в хирургическом госпитале, стоматологической клинике Военно-медицинской академии имени С. М. Кирова. Участвовал в войне с Финляндией. С первых дней Великой Отечественной войны — в армии на Ленинградском фронте: военврач 3-го ранга, командир роты медицинского усиления 7-й армии. Затем он служил в одном из эвакогоспиталей Западного фронта, был главным стоматологом Калининского и 1-го Прибалтийского фронтов.
Командир отдельной роты медицинского управления, военврач 2-го ранга Поморцев в июне 1942 года писал: 

 Тов. Збарж Я. М. <…> произвёл сотни сложнейших челюстно-лицевых операций. Десятки бойцов и командиров с обезображенными лицами после челюстно-лицевого ранения нашли своё спасение, благодаря прекрасно организованной системе оказания стоматологической помощи. Систематически посещая передовые этапы эвакуации, военврач 2-го ранга Збарж обучил молодых врачей-стоматологов технике оказания неотложной помощи в первые часы после ранения. <…> Своими пластическими операциями добился большого косметического эффекта, избавив тем самым раненых бойцов и командиров от уродующих лицо рубцов. Своей самоотверженной работой снискал себе уважение со стороны раненых бойцов и командиров, о чём свидетельствует непрерывный поток благодарственных писем, поступающих в его адрес.
После войны стоял во главе стоматологической службы Прибалтийского военного округа. Преподавал в Военно-медицинской академии имени Кирова. Я. Збаржу была присвоена учёная степень кандидата (1949), а затем доктора медицинских наук (1959). Демобилизовавшись в 1961 году, заведовал кафедрами ортопедической стоматологии в медицинских институтах Львова и Архангельска. В 1951 году он получил звание доцента, в 1962 году — профессора.
Полковник медицинской службы (1953).
Похоронен на Большеохтинском кладбище Санкт-Петербурга.

## Награды
орден Красной Звезды (04.11.1942),
орден Отечественной войны II степени (14.05.1944),
орден Отечественной войны I степени (16.05.1945),
орден Красной Звезды (05.11.1954),
орден Отечественной войны II степени (06.04.1985).

### Семья
- Отец — Хаим (Михаил) Симон-Мордухович Збарж, мелитопольский купеческий сын[3], ремесленник[4]. Мать — Ревекка Лейзеровна Збарж (?—1914)[5]. Дед — мелитопольский купец второй гильдии Шимон-Мордух Лейбович Збарж (1847—?)[6].
- Жена (второй брак) — Беата Григорьевна Збарж (1918—1999).
  - Дочь — Лариса Яковлевна Збарж (род. 1930, Мелитополь).
- Внучатые племянники — архитектор Алексей Юрьевич Шолохов и журналист Сергей Леонидович Шолохов.

## Научная деятельность
Профессиональные интересы Я. М. Збаржа были связаны с широким кругом вопросов ортопедической хирургии и стоматологии:
- хирургическое лечение челюстно-лицевых ран и повреждений;
- разработка новых методов иммобилизации и лечения переломов челюстей;
- пластическая челюстно-лицевая хирургия;
- хирургическое лечение патологий ; прикуса;
- исследование и внедрение в ортопедическую практику быстро твердеющих пластмасс;
- совершенствование конструкций зубных протезов зубных протезов;
- использование методов ортопедической стоматологии в комплексном лечении заболеваний пародонта.

Он опубликовал около 140 научных и учебно-методических работ, получил несколько авторских свидетельств на изобретения. Под его научным руководством подготовлены и успешно защищены 12 диссертаций на соискание учёной степени кандидата медицинских наук.

### Основные труды
- Збарж Я. М. Организация этапного лечения челюстно-лицевых раненых на 1-м Прибалтийском фронте во время Великой Отечественной войны 1941-45. Ленинград, 1947. (Рукопись кандидатской диссертации)
- Збарж Я. М. Огнестрельные переломы верхней челюсти: монография. Л.: Воен.-мед. академ. им. Кирова, 1957.
- Збарж Я. М. Клиника и лечение огнестрельных переломов верхней челюсти. Ленинград, 1958. (Рукопись докторской диссертации)
- Збарж Я. М. Быстротвердеющие пластмассы в зубном и челюстном протезировании: монография. Л.: Медгиз [Ленингр. отд-ние], 1963. — 106 с.
- Збарж Я. М. Переломы верхней челюсти и их лечение: монография. Л.: Медицина. Ленингр. отд-ние, 1965. — 128 с.
- Збарж Я. М., Олександрова Ю. М.  Ортопедична стоматологія. К.: 1971. — 364 с.
- Збарж Я. М., Гумецкий Р. А. Влияние режима термообработки фарфоровой массы для зубных протезов на её сопротивление изгибу и микротвёрдость // Стоматология. — 1972. — № 3. -С.94-95.
- Збарж Я. М., Киткина Л.В. О потребности в оказании ортодонтической помощи детям, проживающим на Крайнем Севере // Стоматология. — 1975. — № 2. — С.88-89.
- Збарж Я. М., Фиалковский В. В. Роль фронтового стоматолога в организации специализированной помощи раненым // Военно-медицинский журнал. — 1988. — № 1. — С.18-19.
- Збарж Я. М. Это было давно, это было недавно. СПб: Ривьера, 1996.
- Збарж Я. М. Фронтовыми дорогами от Ленинграда к Кенигсберга (1941—1945) (Воспоминания фронтового челюстно-лицевого стоматолога): монография. СПб: Нордмедиздат, 1997. — 164 с.

#### Авторские свидетельства
- Збарж Я. М. Аппарат для внеротовой репозиции и фиксации отломков нижней челюсти при операциях на ней. Авторское свидетельство № 2388/455306, 1955.
- Збарж Я. М. Аппарат для лечения переломов верхней челюсти. Авторское свидетельство № 114316, 1956.
- Рехачев В. М., Збарж Я. М. Модель зуба для тренировки стоматологов. Авторское свидетельство № 2095032, 1994.